# Amphicnaeia pusilla
Amphicnaeia pusilla là một loài bọ cánh cứng trong họ Cerambycidae.